# Liste des résolutions du Conseil de sécurité des Nations unies adoptées en 1979
Les résolutions du Conseil de sécurité des Nations unies sont les décisions qui sont votées par le Conseil de sécurité des Nations unies.
Une telle résolution est acceptée si au moins neuf des quinze membres (depuis le 17 décembre 1963, 11 membres avant cette date) votent en sa faveur et si aucun des membres permanents qui sont la Chine, les États-Unis, la France, le Royaume-Uni et l'Union soviétique (la Russie depuis 1991) n'émet de vote contre (qui est désigné couramment comme un veto).

## Résolutions 444 à 461
- Résolution 444 : Israël-Liban (adoptée le 19 janvier 1979).
- Résolution 445 : Rhodésie du Sud (adoptée le 8 mars 1979).
- Résolution 446 : plaintes contre les installations d'Israël dans les territoires occupés par Israël pendant la guerre des Six Jours (adoptée le 22 mars 1979).
- Résolution 447 : Angola-Afrique du Sud (adoptée le 28 mars 1979).
- Résolution 448 : Rhodésie du Sud (adoptée le 30 avril 1979).
- Résolution 449 : Israël-République arabe syrienne (adoptée le 30 mai 1979).
- Résolution 450 : Israël-Liban (adoptée le 14 juin 1979).
- Résolution 451 : Chypre (adoptée le 15 juin 1979).
- Résolution 452 : territoires occupés par Israël (adoptée le 20 juillet 1979).
- Résolution 453 : nouveau membre : Sainte-Lucie (adoptée le 12 septembre 1979 lors de la 2167e séance).
- Résolution 454 : Angola-Afrique du Sud (adoptée le 2 novembre 1979).
- Résolution 455 : Rhodésie du Sud-Zambie (adoptée le 23 novembre 1979).
- Résolution 456 : Israël-République arabe syrienne (adoptée le 30 novembre 1979).
- Résolution 457 : République islamique d'Iran-États-Unis (adoptée le 4 décembre 1979).
- Résolution 458 : Chypre (14 décembre 1979).
- Résolution 459 : Israël-Liban (adoptée le 19 décembre 1979).
- Résolution 460 : Rhodésie du Sud (adoptée le 21 décembre 1979).
- Résolution 461 : République islamique d'Iran (adoptée le 31 décembre 1979).